# ديفيد هاريس (لاعب كرة قدم)
ديفيد هاريس (بالإنجليزية: David Harris)‏ (15 فبراير 1879 في المملكة المتحدة - 1 يناير 1958 في المملكة المتحدة) هو لاعب اتحاد الرغبي ولاعب دوري الرغبي ولاعب كرة قدم ويلزي في مركز وسط ‏. لعب مع ويغان ووريورز.